# Pentastemona sumatrana
Pentastemona sumatrana är en enhjärtbladig växtart som beskrevs av Cornelis Gijsbert Gerrit Jan van Steenis. Pentastemona sumatrana ingår i släktet Pentastemona och familjen Stemonaceae. Inga underarter finns listade.